# Gargždai
Gargždai anhörenⓘ (deutsch Garsden, russisch Горжды (Gorschdy) bis 1917, jiddisch גורזד gorzd) ist eine Stadt im Westen Litauens in unmittelbarer Nachbarschaft der Großstadt Klaipėda (Memel) und hat daher entgegen dem Trend bei kleineren Städten wachsende Einwohnerzahlen. Es hat den Status eines Stadtamtes (miesto seniūnija) in der Rajongemeinde Klaipėda.

## Geographische Lage
Gargždai liegt etwa 18 Kilometer östlich von Klaipėda an der als Autobahn ausgebauten Fernstraße Magistralinis kelias A1 von Klaipėda nach Kaunas und Vilnius. Durch den Ort fließt die Minija (Minge).
Garsden liegt fast unmittelbar an der alten ostpreußisch-litauischen Grenze, die früher ebenso die ostpreußisch-russische Grenze war; das erste ostpreußische Dorf an der Grenze bei Garsden war Laugallen (heute litauisch Laugaliai).

## Geschichte
Der Ort wurde erstmals 1253 als Garisda erwähnt. Die litauische Ortschaft kam im Rahmen der Ersten Polnischen Teilung 1772 zu Russland. Das Stadtrecht wurde 1792 verliehen. Im März 1831 wurde auch Garsden Schauplatz des sich gegen die russische Herrschaft richtenden Novemberaufstands.
1939 wurde die Bibliothek des Rajons Klaipėda errichtet. Garsden hatte bis zum Ausbruch des Zweiten Weltkrieges eine deutsch-litauisch gemischte Bevölkerung.
Im Juni 1940 wurde die Stadt von der Roten Armee besetzt, von 1941 bis 1944 war sie von der Wehrmacht besetzt.
In Gargždai wurde das erste Holocaust-Verbrechen im Machtbereich der Sowjetunion verübt. Am 24. Juni 1941 erschossen hier deutsche Polizeieinheiten 200 männliche jüdische Einwohner und eine Frau. Diese Tat war auch Gegenstand des Ulmer Einsatzgruppen-Prozesses. Ende August/Anfang September 1941 wurden dann die bis dahin gefangen gehaltenen jüdischen Frauen und Kinder des Ortes durch litauische Hilfspolizisten erschossen.

## Gargždai heute
In Gargždai befindet sich der Sitz des Kreisgerichts Klaipėda.
Die 1965 eröffnete Musikschule ist seit 1992 im ehemaligen Gebäude des örtlichen Parteikomitees der Kommunistischen Partei Litauens untergebracht, das in den 1950er Jahren im Stil des Sozialistischen Klassizismus errichtet worden ist.
Die moderne katholische Kirche des Heiligen Erzengels Michael mit einem 53 Meter hohem Turm wurde von 1990 bis 1992 erbaut, Architekt Vladas Lučinskas. Vom Vorgängerbau erhalten ist der historische Glockenturm aus Felssteinmauerwerk.
Die Kapelle auf dem Kirchhof von Gargždai wurde von 1840 bis 1841 im klassizistischen Stil als Mausoleum für die damaligen Kirchenpatrone, dem deutschbaltischen Adelsgeschlecht Rönne, errichtet.
Von wirtschaftlicher Bedeutung ist der in Gargždai ansässige Futtermittelhersteller Mars Lietuva.
Der FK Banga Gargždai ist der bedeutendste Fußballverein der Stadt.

Bauten der Stadt
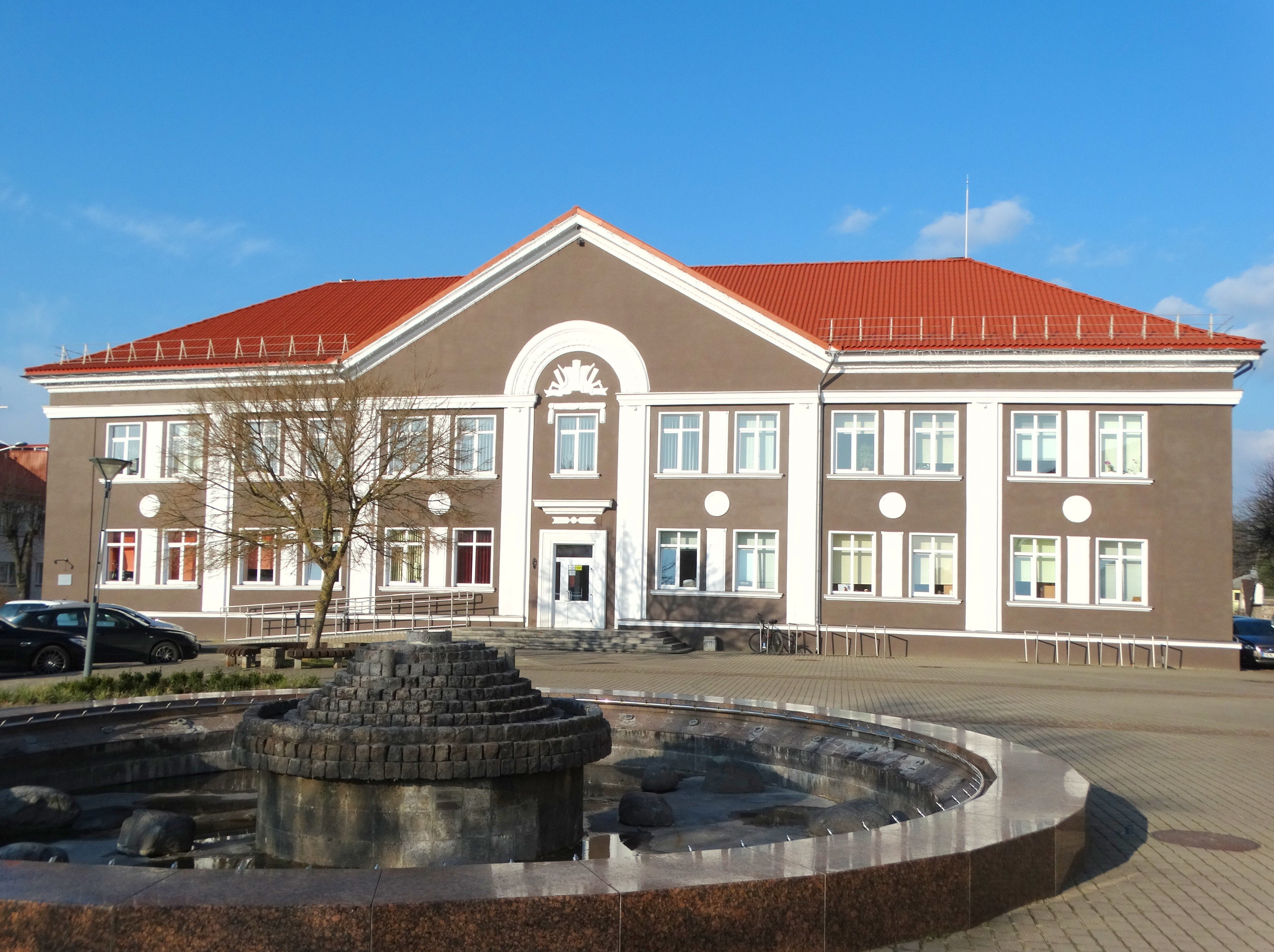
Musikschule
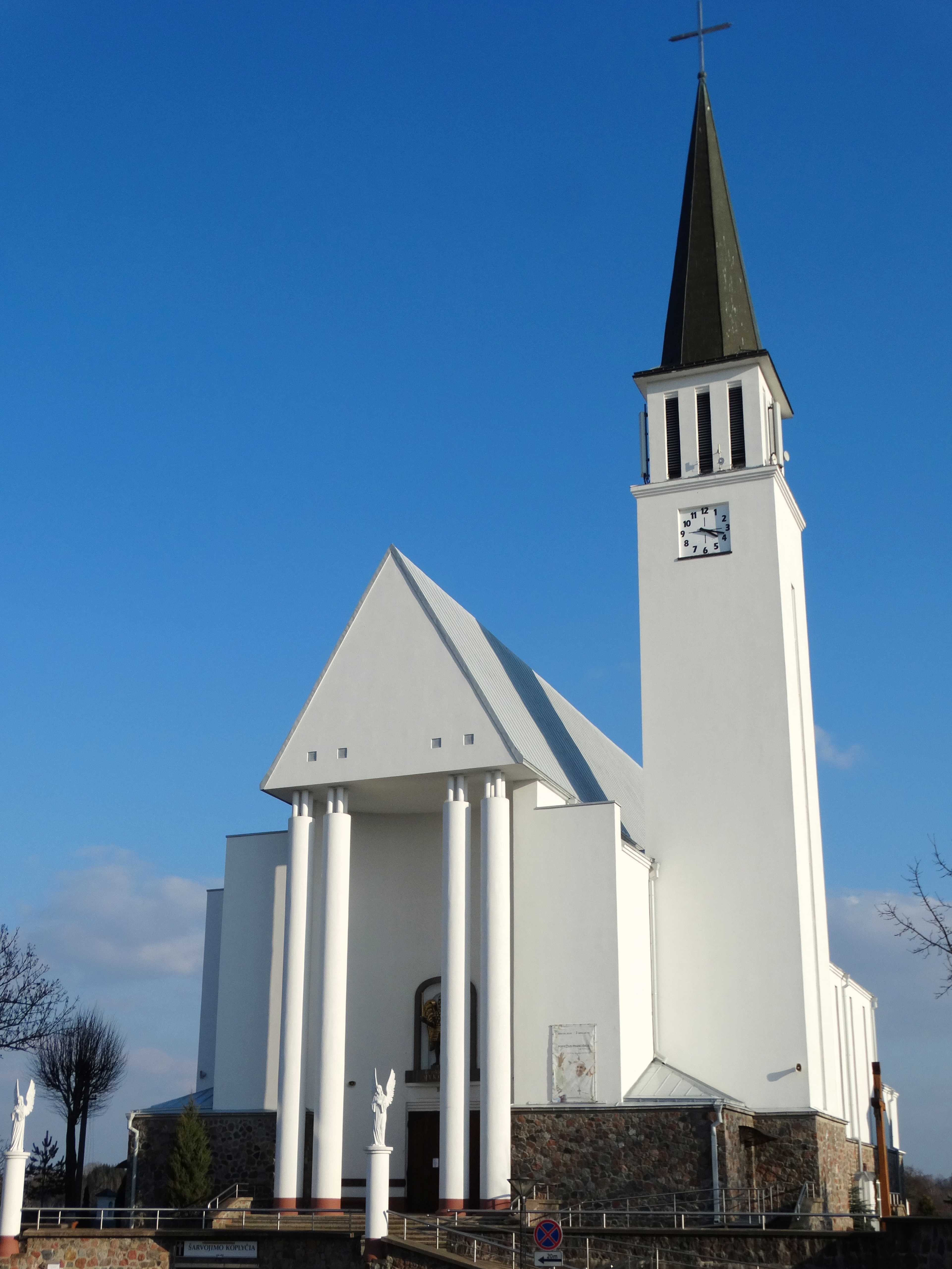
Katholische Kirche des Heiligen Erzengel Michael
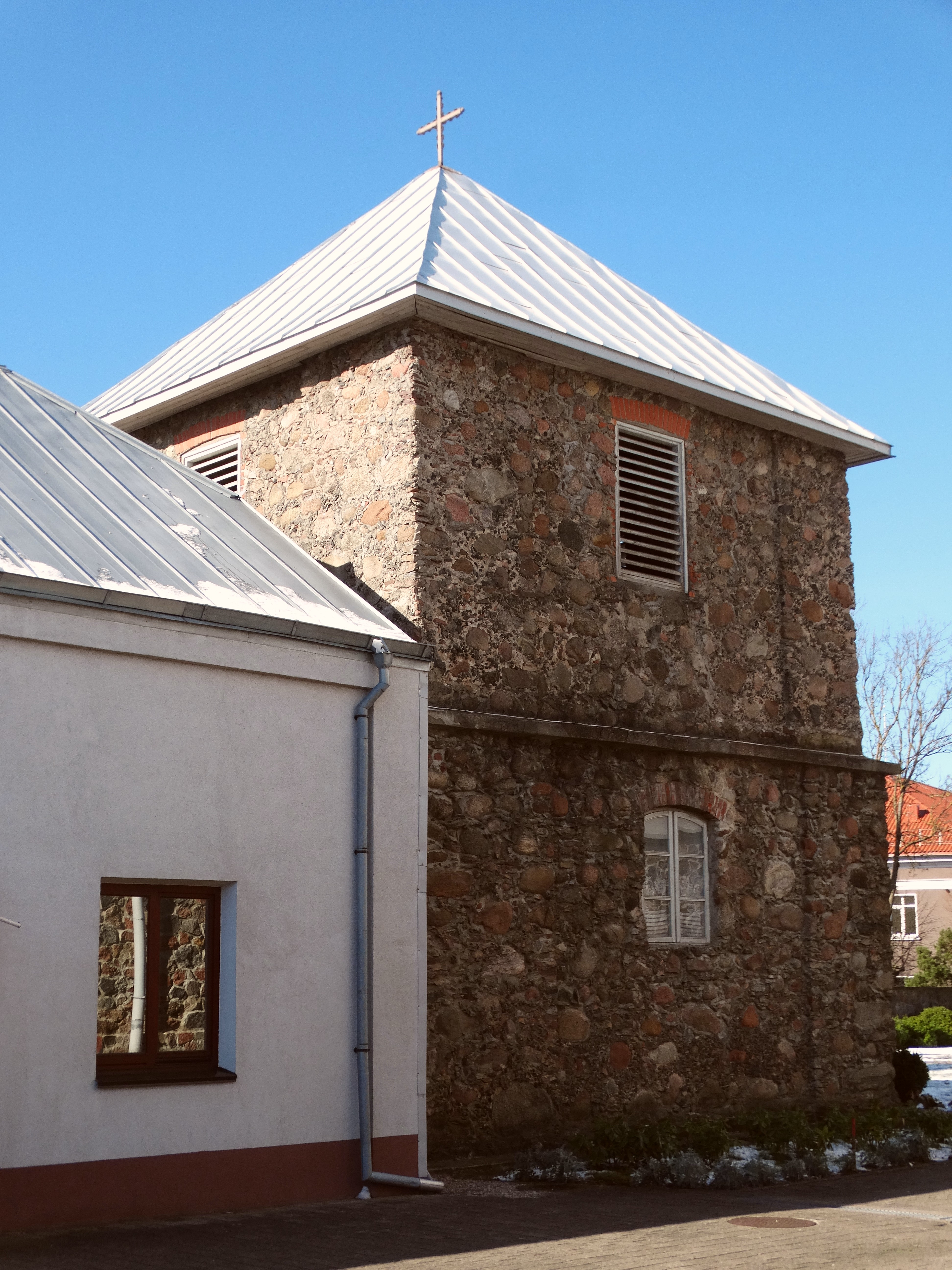
Historischer Glockenturm
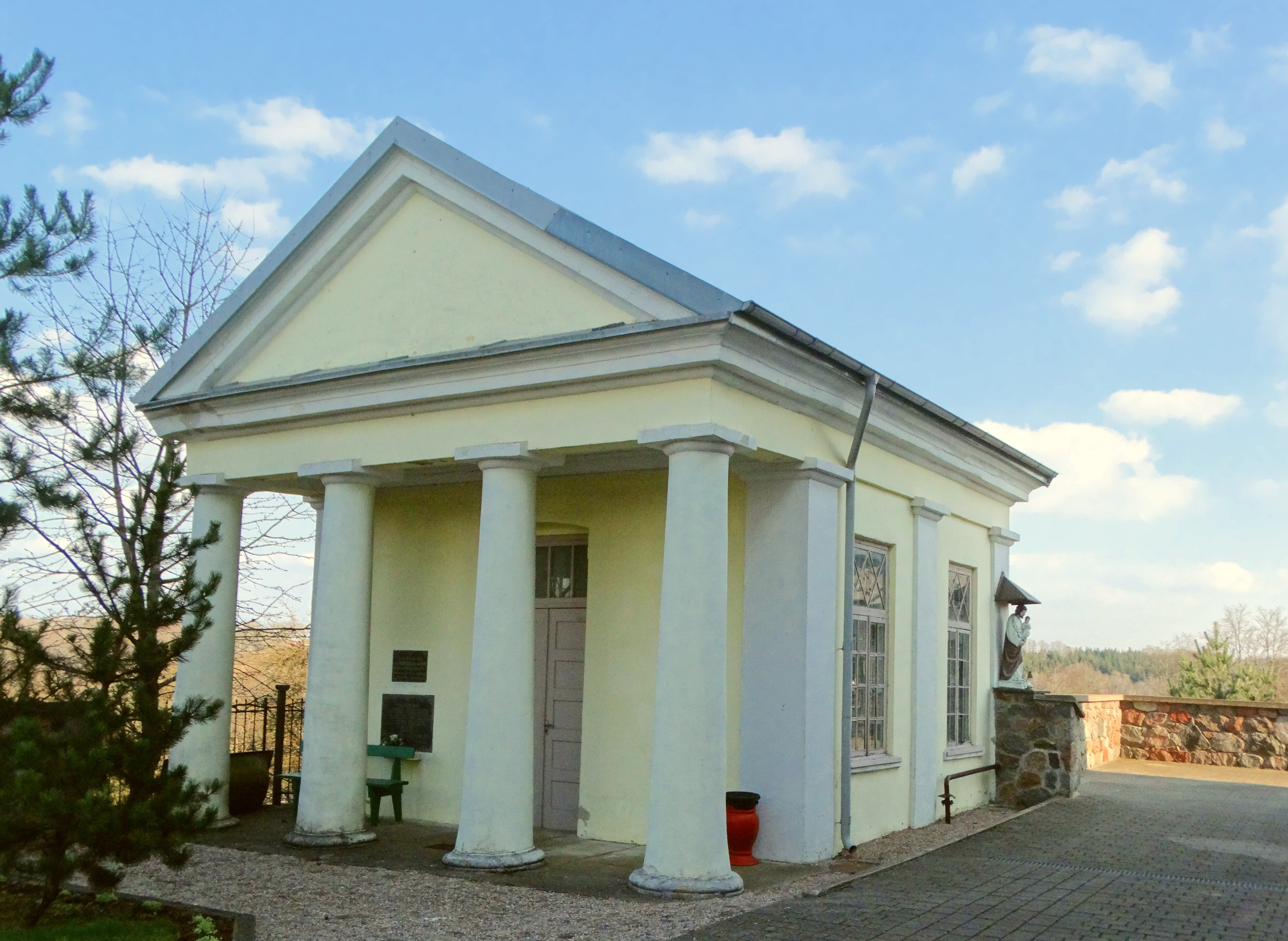
Kapelle auf dem Kirchhof der Michaelskirche
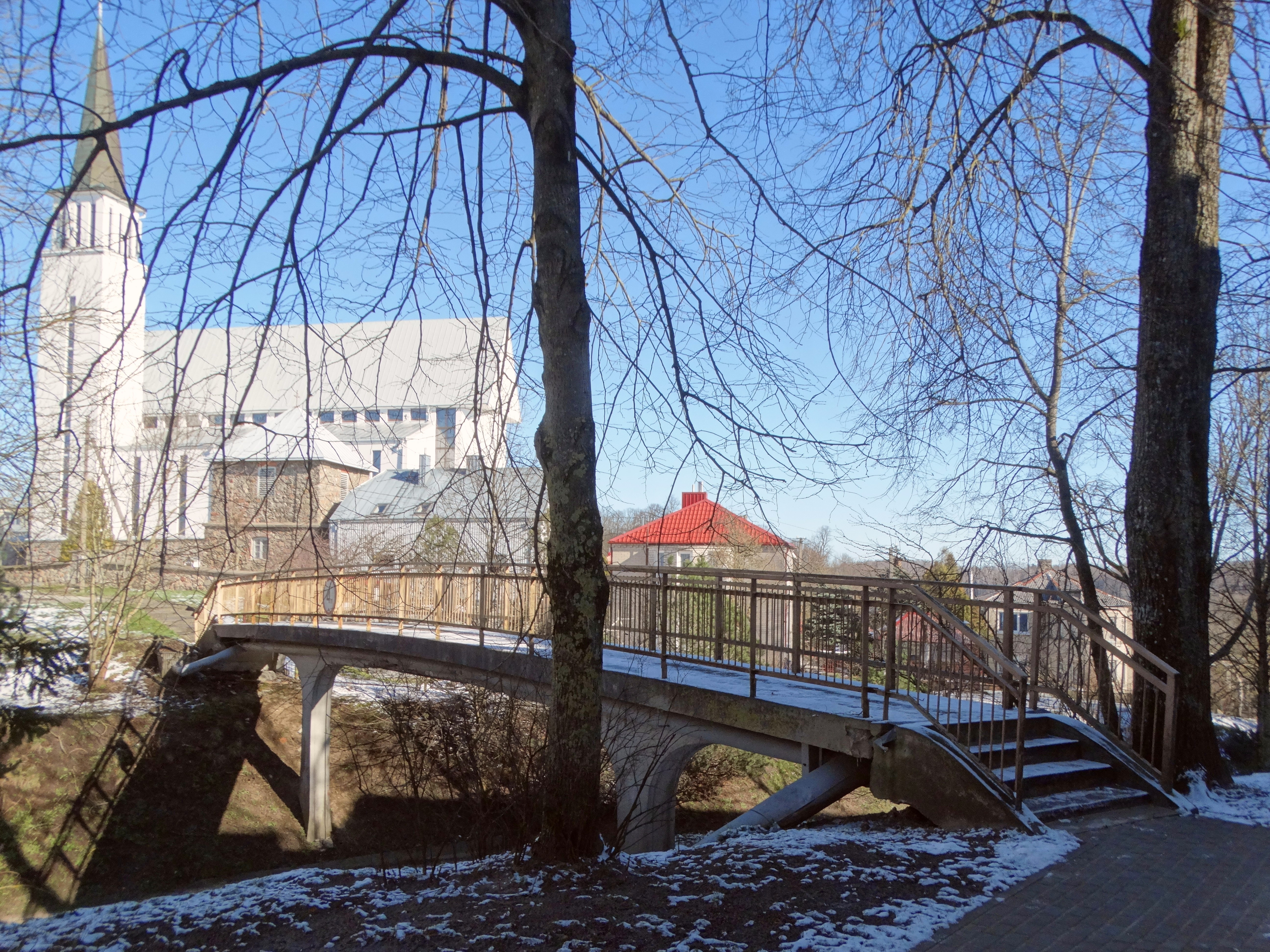
Fußgängerbrücke über die Landstraße KK228 mit Blick auf die Michaelskirche

## Personen
- Eduardas Vilkas (1935–2008), Mathematiker und Politiker
- Leonas Virginijus Papirtis (* 1949), Rechtsanwalt und Politiker
- Andrius Narbekovas (* 1959), Theologe, Chirurg und Professor
- Arminas Narbekovas (* 1965), Fußballspieler
- Ramunė Visockytė (* 1967), Journalistin und Politikerin
- Justas Ruškys (* 1990), Politiker
- Monika Linkytė (* 1992), Sängerin, vertrat Litauen beim Eurovision Song Contest 2015
- Natanas Žebrauskas (* 2002), Fußballspieler